# پروان (آوج)
پروان یک روستا در ایران است که در دهستان شهیدآباد شهرستان آوج واقع شده‌است. پروان ۲۵۳ نفر جمعیت دارد.